# Fluorek fenylometylosulfonylu
Fluorek fenylometylosulfonylu (PMSF) – organiczny związek chemiczny z grupy halogenków sulfonylowych, S-fluorowa pochodna kwasu fenylometanosulfonowego (PhCH2SO3H).
Związek ten pełni rolę inhibitora głównie proteaz serynowych takich jak: trombina, trypsyna, chymotrypsyna, a także proteaz cysteinowych. Czynnik ten powoduje inhibicję nieodwracalną.
Jest rozpuszczalny w etanolu, metanolu i izopropanolu. Typowe stężenie robocze to 0,1–1,0 mM.